# 國際站 (聖彼得堡地鐵)
國際站（羅馬化：Mezhdunarodnaya）是聖彼得堡地鐵伏龍芝－海濱線的一個車站，開通於2012年12月28日。國際站和布加勒斯特站同時開通，是伏龍芝－海濱線延伸工程的一部分，也是該線在東南端的起點車站。